# Pietro Correr
Pietro Correr, Piotr Correr (ur. ?, zm. 1301?) – włoski duchowny katolicki, w latach od 1286 do swojej śmierci około 1301 roku tytularny łaciński patriarcha Konstantynopola, w latach 1297 do około 1301 administrator apostolski diecezji Modeny.

## Życiorys
Piotr został nominowany 23 sierpnia 1286 tytularnym łacińskim Patriarchą Konstantynopola. Pełnił ten urząd swojej śmierci około 1301 roku. Od 1297 był też administratorem apostolskim diecezji Modeny.